# Catedral de Avranches

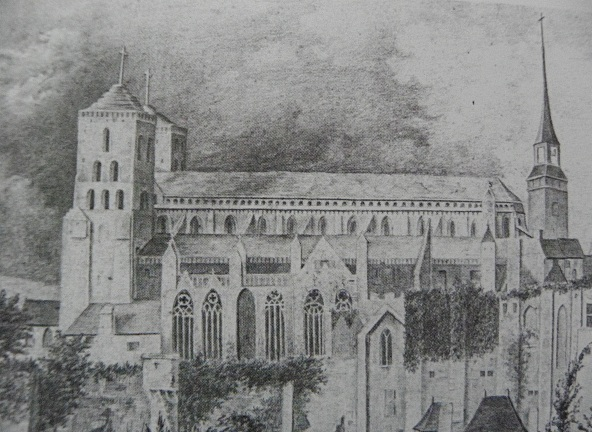
Dibujo representando la catedral.

La desaparecida catedral de Saint-André de Avranches fue un edificio religioso de estilo románico y gótico, situado en la comuna francesa de Avranches, en la región de Baja Normandía.
Aparece nombrada por primera vez en el año 1025 al iniciarse su reconstrucción durante el episcopado del obispo de Avranches Maugis (quien la convirtió en su sede) y cuyo proyecto fue financiado por el duque de Normandía Ricardo II. En 1172, el rey de Inglaterra, Enrique II Plantagenet fue azotado en público, desnudo, en frente la puerta de la catedral ante legados papales como penitencia por el asesinato del arzobispo de Canterbury, Thomas Becket. A raíz de la Revolución francesa a la par de la supresión del obispado de Avranches, cayó en ruinas.